# Скользящая шкала заработной платы
Скользящая шкала заработной платы — система автоматического повышения оплаты труда на уровне, соответствующем росту цен. Основная цель данного механизма является сохранение покупательной способности рабочих, несмотря на то, что это ведет к росту инфляции.

## Применение

### Во Франции
Скользящая шкала заработной платы была введена во Франции в июле 1952 года при президенте Винсане Ориоле (СФИО). Система была ликвидирована в 1982 году министром финансом Жаком Делор.

### В Италии
В Италии подобная система была введена в 1975 году, согласно которой заработная плата должна была автоматически следовать за инфляцией. В частности, заработная плата впоследствии корректировалась ежеквартально, чтобы отразить изменение цен на определенную корзину товаров.
С самого начала внедрения, мезанизм вызывал споры, поскольку подобная регулярная корректировка оплаты труда приводила к усилению инфляции (так называемая  инфляционная спираль).
В 1977 году система становится предметом политических споров, поводом к которому послужило предоставление финансового кредита от Всемирного банка при условии отмены подобной практики.
В 1979 году, после долгих трудовых споров, профсоюзам удалось внедрить скользящую скалу оплаты труда также и для бюджетных работников.
После того, как в начале 1980-х годов уровень инфляции превысил 21% (1980 год), политическая дискуссия об отмене практики еще больше усилилась, что на тот момент было политически неосуществимо. Однако правительству Беттино Кракси удалось смягчить правила ценовой корректировки оплаты труда и, таким образом, снизить уровень инфляции до 5% к концу 1980-х годов. Новые правила были одобрены референдумом 9 июня 1985 года с 54,38% голосов избирателей.
31 июля 1992 года после долгих дискуссий и забастовок система скользящей шкалы оплаты труда была упразднена. С согласия работодателей и профсоюзов в "Рабочем соглашении" от июля 1993 года в качестве основных целей экономической политики указываются борьба с инфляцией, сокращение государственного дефицита и обеспечение стабильность обменного курса. Основной предпосылкой этого соглашения после десятилетий споров послужило желание Италии стать членом Европейского валютного союза (введение евро).